# ماریوس استریل
ماریوس استریل (انگلیسی: Marius Strangl؛ زادهٔ ۲ اکتبر ۱۹۹۰) بازیکن فوتبال اهل آلمان است.
از باشگاه‌هایی که در آن بازی کرده‌است می‌توان به باشگاه فوتبال گروتر فورث و باشگاه فوتبال قوت-وایس ارفورت اشاره کرد.